# Helius diffusus
Helius diffusus là một loài ruồi trong họ Limoniidae. Chúng phân bố ở miền Australasia.